# Jarosław Kwiecień (lekarz)
Jarosław Kwiecień (ur. 21 stycznia 1969 w Wałbrzychu) – polski lekarz pediatra, specjalista gastroenterologii, dr hab. nauk medycznych, profesor nadzwyczajny Śląskiego Uniwersytetu Medycznego w Katowicach.
Prezes Polskiego Towarzystwa Gastroenterologii, Hepatologii i Żywienia Dzieci (2016–2022). Konsultant wojewódzki w dziedzinie gastroenterologii dziecięcej na teren województwa śląskiego (od 2016).

## Życiorys
Po ukończeniu I Liceum Ogólnokształcącego w Wałbrzychu podjął w 1987 studia na Wydziale Lekarskim Akademii Medycznej we Wrocławiu. Od 1991 kontynuował studia medyczne na zabrzańskim Wydziale Lekarskim Śląskiej Akademii Medycznej w Katowicach. Tytuł lekarza i dyplom ukończenia studiów z wyróżnieniem uzyskał w 1993.
W 1994 rozpoczął specjalizację z pediatrii na Oddziale Gastroenterologii i Hepatologii Katedry i Kliniki Pediatrii Szpitala Klinicznego nr 1 w Zabrzu. W 1999 rozpoczął również pracę dydaktyczną w tejże jednostce, początkowo na stanowisku specjalisty, od 2000 – asystenta, od 2002 – adiunkta, a od 2014 – adiunkta habilitowanego. W 2002 odbył staż naukowo-szkoleniowy w Klinice Pediatrii Uniwersytetu Fryderyka Wilhelma w Bonn pod kierunkiem prof. Michaela Lentze, ówczesnego prezesa Europejskiego Towarzystwa Gastroenterologii, Hepatologii i Żywienia Dzieci (ESPGHAN). Od 2015 jest ordynatorem Oddziału Gastroenterologii i Hepatologii Dzieci Szpitala Klinicznego nr 1 w Zabrzu.
Jest specjalistą II st. w zakresie pediatrii (2001), gastroenterologii (2009) oraz gastroenterologii dziecięcej (2015). W latach 2005–2012 redaktor naczelny medycznego portalu internetowego ForumPediatryczne.pl, a w roku 2011 współtwórca portalu EdukacjaMedyczna.pl.
Na podstawie pracy doktorskiej przygotowanej pod kierunkiem prof. Krystyny Karczewskiej pt. Refluks żołądkowo-przełykowy u dzieci z astmą oskrzelową uzyskał stopień doktora nauk medycznych (1999). Uzyskał habilitację w 2014 roku na podstawie rozprawy habilitacyjnej pt. Czynność mioelektryczna i kinetyka opróżniania żołądka z pokarmu stałego u dziewcząt z jadłowstrętem psychicznym, a w 2023 tytuł profesora SUM.
Członek Polskiego Związku Szachowego. Był członkiem polskiej kadry narodowej juniorów w szachach. Zdobył tytuł mistrza Polski lekarzy (2016) oraz indywidualnego wicemistrza Polski lekarzy (2003) w szachach w grze błyskawicznej.